# Wuhan Open 2014
Wuhan Open 2014 byl tenisový turnaj pořádaný jako součást ženského okruhu WTA Tour, který se hrál na otevřených dvorcích s tvrdým povrchem. Konal se mezi 21. až 27. zářím 2014 v čínském Wu-chanu jako 1. ročník turnaje.
Turnaj s rozpočtem 2 440 070 amerických dolarů patřil do kategorie Premier 5. Nejvýše nasazenou tenistkou se stala světová jednička Serena Williamsová ze Spojených států, která kvůli závratím skrečovala utkání druhého kola v závěru úvodní sady.
Čtrnáctou trofej kariéry vyhrála světová trojka Petra Kvitová, která v repríze wimbledonského finále 2014 porazila Bouchardovou za hodinu a dvacet minut ve dvou setech. Čtyřhru ovládl zkušený pár bývalých deblových světových jedniček Martina Hingisová a Flavia Pennettaová. Před rozehráním turnaje ukončila 19. září profesionální kariéru historicky nejlepší asiatská tenistka Li Na, bývalá světová dvojka a vítězka dvou grandslamů, která se ve Wu-chanu narodila.

## Distribuce bodů a finančních odměn

### Distribuce bodů
| Soutěž      | vítězky | finalistky | semifinalistky | čtvrtfinalistky | 16 v kole | 32 v kole | 64 v kole | Q  | Q2 | Q1 |  |
| ----------- | ------- | ---------- | -------------- | --------------- | --------- | --------- | --------- | -- | -- | -- |  |
| dvouhra žen | 900     | 585        | 350            | 190             | 105       | 60        | 1         | 30 | 20 | 1  |  |
| čtyřhra žen | 900     | 585        | 350            | 190             | 105       | 1         |           |    |    |    |  |

### Finanční odměny
| Soutěž                               | vítězky  | finalistky | semifinalistky | čtvrtfinalistky | 16 v kole | 32 v kole | 64 v kole | Q2     | Q1     |
| ------------------------------------ | -------- | ---------- | -------------- | --------------- | --------- | --------- | --------- | ------ | ------ |
| dvouhra žen                          | $441 000 | $220 200   | $110 100       | $50 700         | $25 135   | $12 900   | $6 630    | $3 700 | $1 900 |
| čtyřhra žen                          | $126 000 | $63 750    | $31 665        | $15 880         | $8 020    | 3 980     |           |        |        |
| částka ve čtyřhře je uvedena na pár. |          |            |                |                 |           |           |           |        |        |

## Ženská dvouhra

### Nasazení
| Stát                         | Hráčka                | WTA | Nasazení |
| ---------------------------- | --------------------- | --- | -------- |
| Spojené státy                | Serena Williamsová    | 1.  | 1.       |
| Rumunsko                     | Simona Halepová       | 2.  | 2.       |
| Česko                        | Petra Kvitová         | 3.  | 3.       |
| Rusko                        | Maria Šarapovová      | 4.  | 4.       |
| Polsko                       | Agnieszka Radwańská   | 5.  | 5.       |
| Kanada                       | Eugenie Bouchardová   | 7.  | 6.       |
| Německo                      | Angelique Kerberová   | 8.  | 7.       |
| Dánsko                       | Caroline Wozniacká    | 9.  | 8.       |
| Srbsko                       | Ana Ivanovićová       | 10. | 9.       |
| Srbsko                       | Jelena Jankovićová    | 11. | 10.      |
| Itálie                       | Sara Erraniová        | 12. | 11.      |
| Slovensko                    | Dominika Cibulková    | 13. | 12.      |
| Rusko                        | Jekatěrina Makarovová | 14. | 13.      |
| Česko                        | Lucie Šafářová        | 15. | 14.      |
| Itálie                       | Flavia Pennettaová    | 16. | 15.      |
| Německo                      | Andrea Petkovicová    | 17. | 16.      |
| Žebříček WTA k 15. září 2014 |                       |     |          |

### Jiné formy účasti
Následující hráčky obdržely divokou kartu do hlavní soutěže:
- Viktoria Azarenková
- Kirsten Flipkensová
- María Teresa Torrová Florová[2]
- Sü Š'-lin
- Čang Kchaj-lin

Následující hráčky si zajistily postup do hlavní soutěže v kvalifikaci:
- Timea Bacsinszká
- Zarina Dijasová
- Marina Erakovicová
- Jarmila Gajdošová
- Karin Knappová
- Francesca Schiavoneová
- Donna Vekićová
- Stefanie Vögeleová

Následující hráčka si zajistila postup do hlavní soutěže jako šťastná poražená:
- Annika Becková

### Odhlášení
před zahájením turnaje
- Viktoria Azarenková (zranění pravé nohy)
- Li Na (ukončení profesionální kariéry)[3]
- Sloane Stephensová

v průběhu turnaje
- Garbiñe Muguruzaová (zánět žaludku)

### Skrečování
- Dominika Cibulková (poranění levého kotníku)
- Ana Ivanovićová (poranění levého stehna)
- Jelena Jankovićová (zranění zad)
- Serena Williamsová (virové onemocnění)
- Sü Š'-lin (teplota)

## Ženská čtyřhra

### Nasazení
| Stát                                                                      | Hráčka                  | Stát          | Hráčka                    | WTA | Nasazení |
| ------------------------------------------------------------------------- | ----------------------- | ------------- | ------------------------- | --- | -------- |
| Itálie                                                                    | Sara Erraniová          | Itálie        | Roberta Vinciová          | 2.  | 1.       |
| Česko                                                                     | Květa Peschkeová        | Slovinsko     | Katarina Srebotniková     | 19. | 2.       |
| Spojené státy                                                             | Raquel Kopsová-Jonesová | Spojené státy | Abigail Spearsová         | 22. | 3.       |
| Česko                                                                     | Andrea Hlaváčková       | Čína          | Pcheng Šuaj               | 25. | 4.       |
| Rusko                                                                     | Alla Kudrjavcevová      | Austrálie     | Anastasia Rodionovová     | 30. | 5.       |
| Švýcarsko                                                                 | Martina Hingisová       | Itálie        | Flavia Pennettaová        | 37  | 6        |
| Španělsko                                                                 | Garbiñe Muguruzaová     | Španělsko     | Carla Suárezová Navarrová | 37. | 7.       |
| Zimbabwe                                                                  | Cara Blacková           | Francie       | Caroline Garciaová        | 51. | 8.       |
| Žebříček WTA k 15. září 2014; číslo je součtem umístění obou členek páru. |                         |               |                           |     |          |

### Jiné formy účasti
Následující páry obdržely divokou kartu do hlavní soutěže:
- Dominika Cibulková /  Kirsten Flipkensová
- Bethanie Matteková-Sandsová /  Andrea Petkovicová
- Wang Ja-fan /  Ču Lin

Následující pár si zajistil postup do hlavní soutěže jako náhradník:
- Tchien Žan /  Jang Čao-süan

### Odhlášení
před zahájením turnaje
- Dominika Cibulková (poranění levého kotníku)
- Lucie Šafářová (virové onemocnění)

v průběhu turnaje
- Garbiñe Muguruzaová (zánět žaludku)

## Přehled finále

### Ženská dvouhra
- Petra Kvitová vs.  Eugenie Bouchardová, 6–3, 6–4

### Ženská čtyřhra
- Martina Hingisová /  Flavia Pennettaová vs.  Cara Blacková/  Caroline Garciaová, 6–4, 5–7, [12–10]